# Especialistas militares bielorrussos na Venezuela
Especialistas militares bielorrussos na Venezuela foram um grupo de conselheiros militares oficiais da Bielorrússia nas Forças Armadas da Venezuela. A atividade de estrangeiros visava criar um sistema unificado de defesa aérea e guerra eletrônica. Como resultado de seu trabalho, foi possível atualizar e sistematizar com sucesso a defesa do país.

## História
Em 2006, o Presidente da Venezuela, Hugo Chávez, anunciou a necessidade de atualizar a defesa aérea para proteger as fronteiras.
Na época, os venezuelanos precisavam de ajuda para reorganizar o exército. Eles compraram vários sistemas de defesa aérea, aviões e outras armas, mas não tinham uma boa escola militar para usar tudo isso. Não há sistema de defesa aérea unificado na Venezuela (havia apenas unidades separadas).
Em dezembro de 2007, o presidente bielorrusso Alexander Lukashenko chegou a Caracas. No dia 8 de dezembro, os líderes da Bielorrússia e da Venezuela assinaram dois acordos. O tratado dizia respeito à assistência de especialistas militares bielorrussos para o exército da Venezuela.

## Atividade
Em 2008, os dez primeiros especialistas bielorrussos chegaram à Venezuela. Mais tarde, seu número aumentou. O general Oleg Paferov tornou-se o líder do grupo.
Chávez encarregou os estrangeiros de proteger instalações estratégicas, campos petrolíferos, grandes refinarias, complexos industriais, instalações militares, postos de comando, grandes cidades.
Os bielorrussos propuseram um projeto para criar uma defesa sistêmica do estado. O plano envolvia a organização de um complexo defensivo integrado na Venezuela, incluindo defesa aérea, guerra eletrônica e contramedidas para armas de alta precisão. Era necessário construir um novo sistema de defesa, montar nele as armas existentes e comprar as novas necessárias. Com base nas propostas de consultores militares, o exército venezuelano adquiriu sistemas automatizados de comando e controle de defesa aérea e aérea, sistemas de radar e guerra eletrônica fabricados na Bielorrússia, bem como sistemas de defesa aérea.
Do lado bielorrusso, entre os principais executores do projeto estavam as empresas Alevkurp, Volatavto, formadas pela fábrica de tratores de rodas de Minsk, e a fábrica 2566 para a reparação de armas eletrônicas. Presumivelmente, empresas da Rússia, Irã e China se juntaram ao projeto.
O país adquiriu os sistemas de defesa aérea Pechora-2M e Tor-M1.
No final do governo de Chávez, o trabalho foi concluído, a missão de especialistas militares bielorrussos foi reduzida.

## Resultados
Em 2013, a Venezuela conseguiu atualizar e sistematizar com sucesso a defesa aérea e a guerra eletrônica. Como observou o observador Militar Alexander Alesin, а presença de um número significativo de sistemas modernos de radar e guerra eletrônica, sistemas de defesa aérea móveis altamente eficazes, um único sistema de comando automatizado permitiu que as autoridades pudessem fechar o espaço aéreo sobre qualquer área da Venezuela.
No entanto, houve problemas com o próprio projeto. A Venezuela deve várias centenas de milhões de dólares a Minsk. O país ainda não pagou com a Bielorrússia para o fornecimento de tecnologia militar e bens.
As atividades da Bielorrússia causaram preocupação entre os Estados Unidos. A Casa Branca está insatisfeita com a compra de novos equipamentos pelo Exército Venezuelano e a substituição de equipamentos ocidentais. Supunha-se que a modernização da defesa venezuelana levaria a uma mudança no equilíbrio de forças na região e a uma corrida armamentista.